# Michael Zellmer
Michael Zellmer (* 14. August 1977 in Oldenburg) ist ein ehemaliger deutscher Wasserball-Nationalspieler und zweimaliger Olympiateilnehmer.
Michael Zellmer spielte bis 2003 für Waspo Hannover-Linden, seit 2003 für den Nachfolger SG W98/Waspo Hannover. Mit Waspo gewann er 1998 und 2003 den deutschen Pokal sowie 1998 und 2000 den deutschen Supercup.
Von 1997 bis 2008 spielte Zellmer für die deutsche Wasserball-Nationalmannschaft, meist als zweiter Torwart neben Alexander Tchigir. Er nahm an den Olympischen Spielen 2004 in Athen, als die deutsche Mannschaft den fünften Platz erreichte, und an den Olympischen Spielen 2008 in Peking (Platz 10) teil. Bei der Wasserball-Weltmeisterschaft 2005 belegte das deutsche Team Platz 9, 2007 kam die Mannschaft auf Rang acht. 2003 und 2008 wurde das Team Sechster bei der Europameisterschaft. Zellmer absolvierte in dieser Zeit 266 Länderspiele (Stand 29. August 2008). Im Anschluss an seine Spielerlaufbahn fungierte Michael Zellmer vom 1. Januar 2009 bis 30. Juni 2015 als erster hauptamtlicher Teammanager des deutschen Wasserball-Nationalteams der Männer.